# High-Tech-Architektur

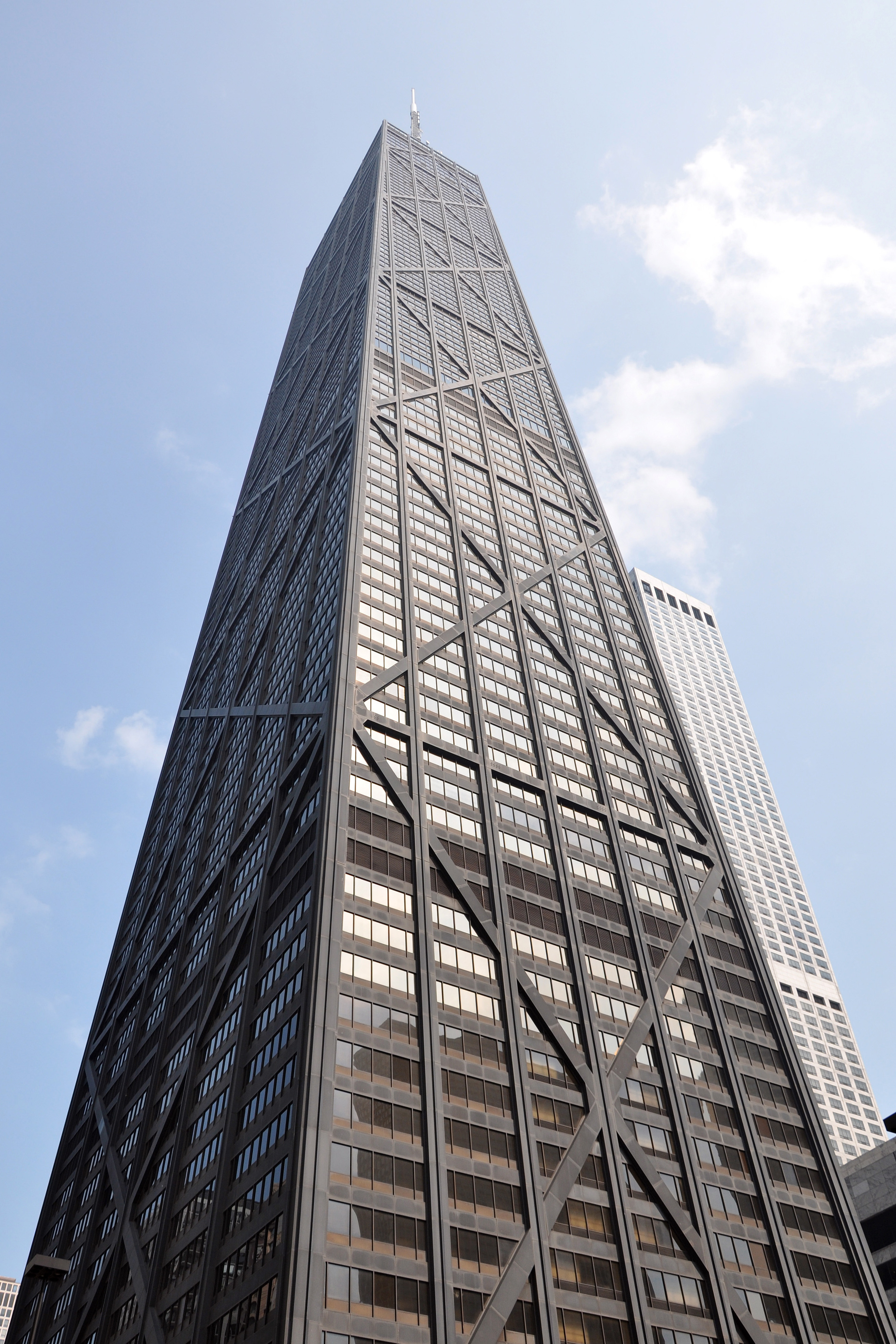
John Hancock Center (Chicago)

High-Tech-Architektur (auch: Spätmoderne Architektur oder struktureller Expressionismus) ist eine technisch bestimmte Architekturströmung, die in den 1970er Jahren aufkam. Als damals neue Technologien wie struktureller Stahl für den Bau in Frage kamen, wurden neue Gestaltungs- und Formfindungsprozesse entwickelt. Bis heute verwenden die Gebäude der High-Tech-Architektur neuartige Werkstoffe der High-Tech-Industrie bzw. der Hochtechnologie und zeichnen sich durch zukunftsorientiertes Design aus, bei dem viel Glas und Stahl verwendet wird.
Gebäude dieses Architekturstils wurden überwiegend in Nordamerika und Europa gebaut. Die High-Tech-Architektur ist zutiefst mit der sogenannten Chicagoer Schule verbunden, die sich nach dem Zweiten Weltkrieg herausbildete. Die Vorbilder waren z. B. die Hochhäuser von Mies van der Rohe wie die 860–880 Lake Shore Drive Apartments und Ingenieurbauten des 19. Jahrhunderts (z. B. von Wladimir Grigorjewitsch Schuchow).

## Charakteristik

Leslie L. Dan Pharmacy Building (University of Toronto)

### Einsatz von High-tech
In den frühen 1970er Jahren konnte erstmals hohler, struktureller Formstahl als Baumaterial verwendet werden, so dass damals viel mit diesem Material experimentiert wurde. Daher verwendeten die meisten frühen Beispiele von High-Tech-Architektur offengelegten strukturellen Stahl als Material ihrer Wahl.
Inzwischen werden Hochtechnologie-Materialien der Luftfahrt-, Raumfahrt- oder Energietechnik integriert und ökologische Lösungen mit Wissenschaftlern erarbeitet – wie beispielsweise bei der Reichstagskuppel in Berlin von Norman Foster. Dabei spielen auch steuerbare Fassaden für die Belüftung großer Glasbauten eine Rolle (zum Beispiel beim debis-Haus in Berlin). Für Membrane und Außenhüllen wurden zum Teil Vorbilder aus dem Tierreich herangezogen wie etwa der Aufbau der Delfinhaut.

### Einsatz von vorgefertigten Bauteilen
Für Gebäude der High-Tech-Architektur werden Bauteile und ganze Bausysteme auf der Basis moderner Technologien mit Präzisionstechnik in einer schlichten Ästhetik industriell vorgefertigt, um diese dann am Bau zu montieren. Bevorzugt werden dabei industrielle Fertigungsmethoden mit Glas, Metall oder Kunststoff – als „saubere“ Baumaterialien. Bei der High-Tech-Architektur wurden erstmals austauschbare Module beim Bauen eingesetzt („Plug-In-Elemente“), um den Wartungsaufwand für Verschleißteile zu reduzieren.

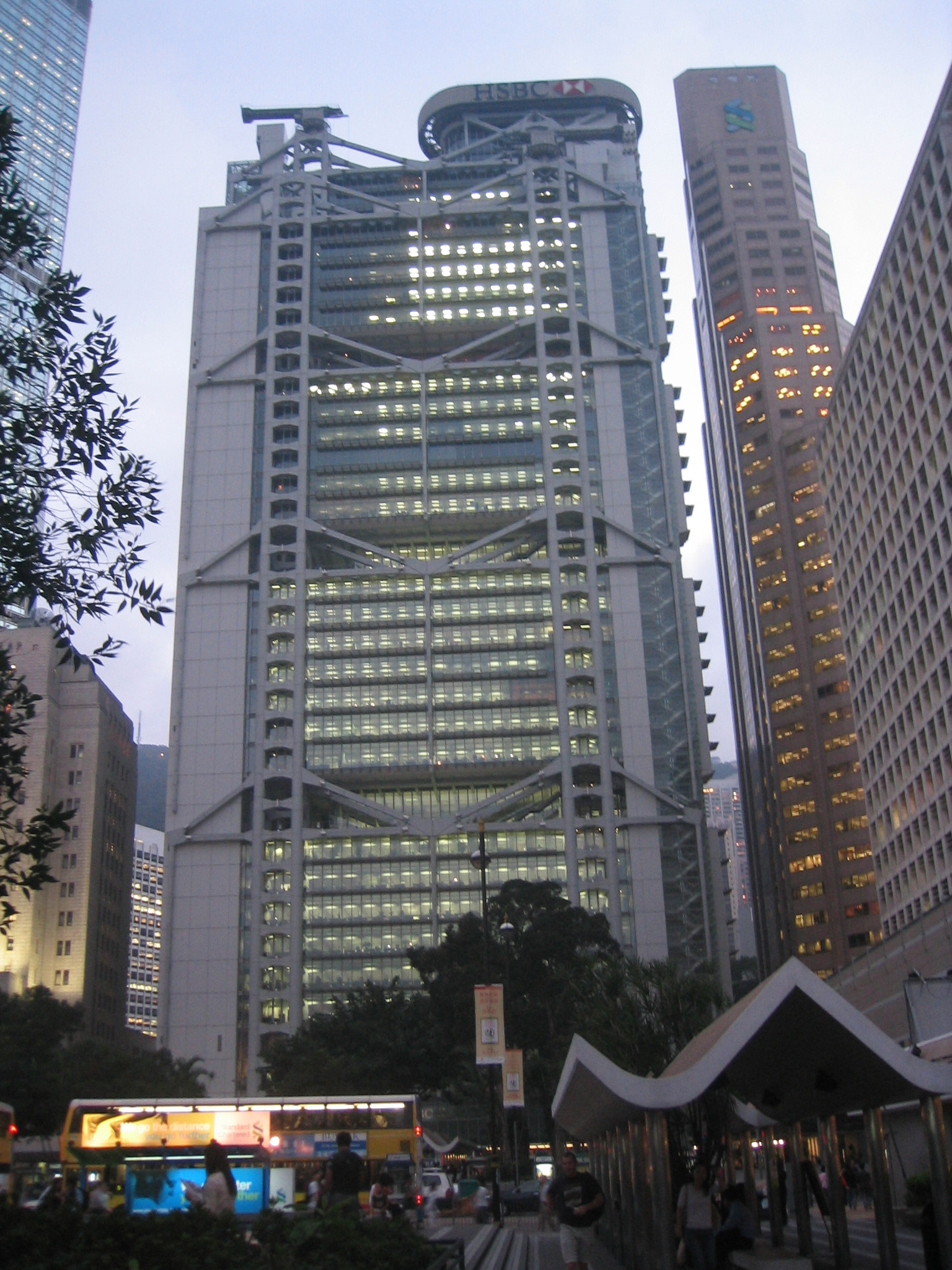
HSBC Hong Kong Hauptquartier

### Präsentation der Technologie
Wie beim Brutalismus wird bei der High-Tech-Architektur die Struktur des Gebäudes herausgestellt. Doch im Gegensatz zur Betonung von Betonaußenwänden beim Brutalismus sind Glasfassaden und Stahlkonstruktionen typische Merkmale von High-Tech Gebäuden. Dies hat seine Wurzeln in der modernen Architektur und wurde von den Hochhäusern Mies van der Rohes beeinflusst – zum Beispiel von den 860–880 Lake Shore Drive Apartments in Chicago. Der 1974 als Sears Tower erbaute Willis Tower von Skidmore, Owings and Merrill zeigte, dass sehr hohe Gebäude aus Glasfassaden und einer Skelettkonstruktion gebaut werden können.
Die Technologie, die in einem Gebäude steckt, wird bei der High-Tech-Architektur ganz bewusst präsentiert. Dabei werden technische Elemente sowie konstruktive Details besonders betont – zum Beispiel durch die optische Hervorhebung von technischen und funktionalen Bestandteilen eines Gebäudes (teilweise auch durch deren Überdimensionierung).
So werden bei der High-Tech-Architektur die inneren Stahl- oder Betonstrukturen sowie die technischen Einrichtungen offengelegt, um sie optisch in den Mittelpunkt zu stellen. Dabei führte die Faszination für Technik zur Ästhetisierung der technischen Konstruktionsarten – zum Beispiel in Form von sichtbaren Tragwerken und Versorgungssystemen. Unter diesen Gesichtspunkten entstanden monumentale „Gebäudemaschinen“ wie das Lloyds Building in London (1979–1984). Das berühmteste Beispiel hierfür ist das Centre Pompidou (1971–1977). Hier wird die Idee der offen gelegten Struktur auf die Spitze getrieben – mit scheinbar strukturellen Bauelementen, die für die Struktur nur eine geringe oder gar keine Rolle spielen. In diesem Fall dient der Einsatz von strukturellem Stahl einem stilistischen bzw. ästhetischen Zweck. Auch sind die Rohre für die Be- und Entlüftungsanlage markant an der Außenseite des Gebäudes sichtbar. Dies war ein radikaler Entwurf, da früher solche Anlagen im Gebäude versteckt wurden. Auch die Zugangswege wurden hervorgehoben und verlaufen in separaten Röhren (siehe Bild).
Die planmäßige und konsequente Art und Weise mit der Gebäude im High-Tech-Architekturstil entworfen werden, um deren funktionales Wesen zu bewahren, zeigt sich auch im HSBC Main Building (Hong Kong) von Norman Foster (siehe Bild).

### High-Tech-Architektur und Landschaftsarchitektur

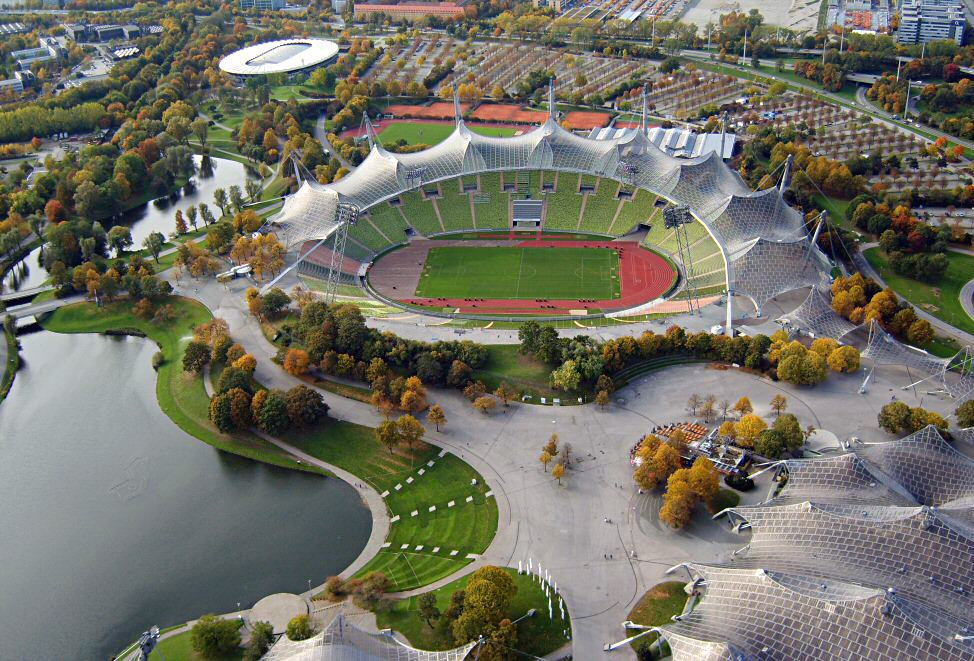
Münchner Olympiapark mit Olympiastadion (1972)

Es gibt auch Gebäude der High-Tech-Architektur, die auf die Landschaft besonders eingehen und lokale Bezüge integrieren. Ein prominentes Beispiel dafür ist der Münchner Olympiapark von 1972: Bereits die ersten Entwürfe zeigten, dass hier organische Formen dominieren, die sich sanft in das Gelände einfügen. Auf dem stillgelegten Flugfeld im Münchner Norden entwickelte das Büro Behnisch & Partner in Kooperation mit einem Landschaftsarchitekten ein Gelände, bei dem Landschaft und Architektur ineinanderfließen, um „Sport im Grünen“ zu ermöglichen. Hierfür wurde ein See angelegt, tausende Bäume gepflanzt, funktional wichtige Gebäudeteile unter die Erde verlegt und Sportstätten in Geländemulden eingebettet (siehe Bild).
Um den Übergang zwischen Innen und Außen zu verwischen, wurden durchlässige Gerüstkonstruktionen entworfen. In Zusammenarbeit mit dem Architekten Frei Otto wurden transparente, großflächige Dächer geschaffen, die wie Netze über die Anlagen gespannt wurden. Sie lassen das Tageslicht durchscheinen und bieten zugleich Schutz vor schlechtem Wetter. Somit sind die Olympia-Anlagen im Münchner Olympiapark eine besondere Form der High-Tech-Architektur, bei der Landschaft und organische Architekturformen durch High-Tech Elemente eine harmonische Verbindung eingehen.

## Hintergrund

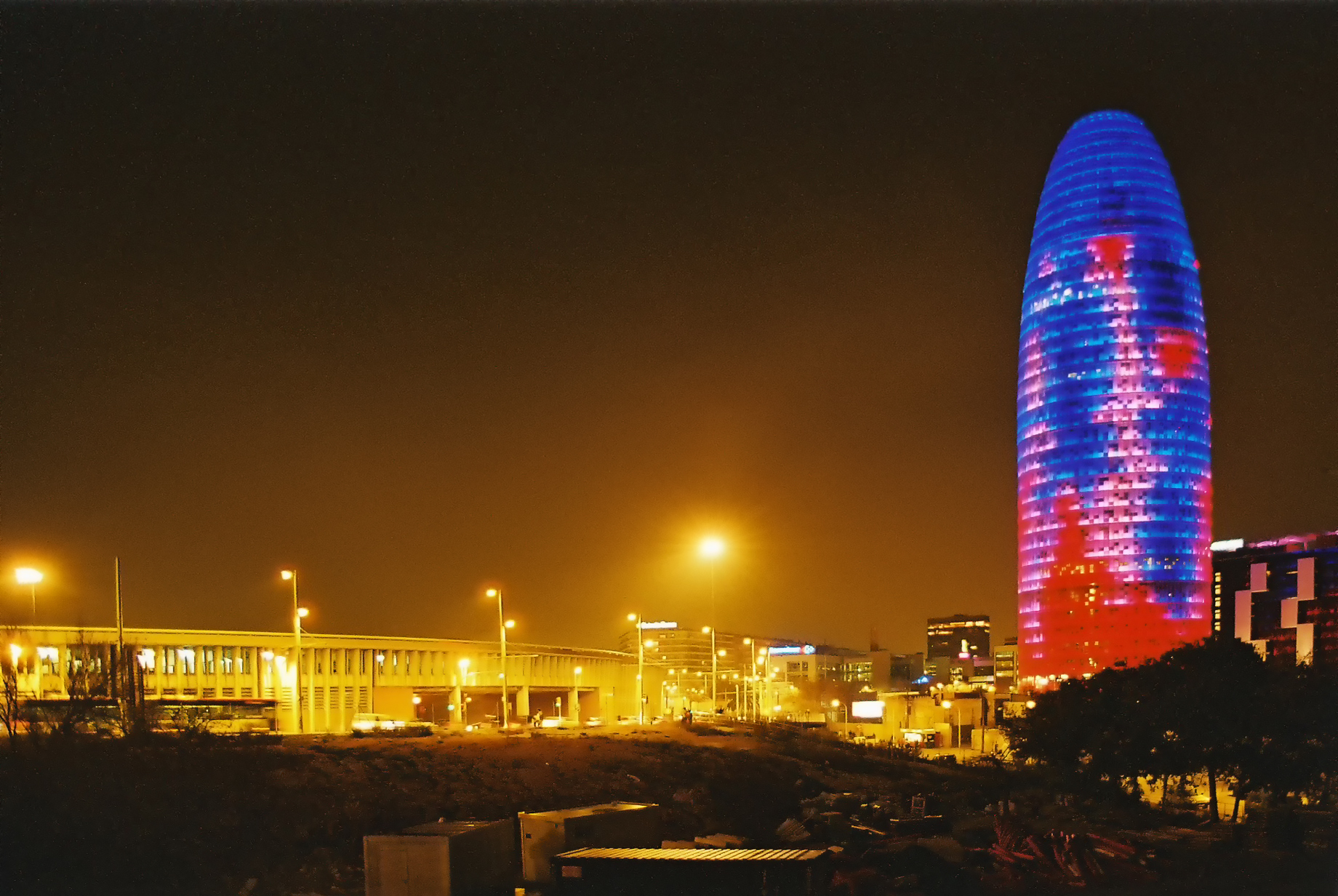
Torre Agbar in Barcelona

Die wissenschaftlichen wie technologischen Fortschritte hatten in den 1970er Jahren einen großen Einfluss auf die Industrienationen. Der Wettlauf ins All erreichte 1969 mit der Mondlandung seinen Höhepunkt. Gleichzeitig fand eine rasante militärische Entwicklung statt. Diese Fortschritte sorgten dafür, dass viele Menschen nun glaubten, dass durch den technologischen Fortschritt noch viel mehr erreicht werden könne. Technische Geräte wurden durch die Verwendung von Bildschirmen, Kopfhörern etc. alltäglich.
Somit war es nur konsequent, dass auch Architekten damit begannen, High-Tech in ihre Entwürfe zu integrieren, um eine architektonische Antwort auf die Technologisierung der Industriestaaten zu finden. Mit ihrem Ansatz erneuerte die High-Tech-Architektur den Glauben an den Fortschritt und an die Fähigkeit der Technologie, die Welt zu verbessern. Dies wird besonders bei den Plänen von Kenzo Tange für technisch hochentwickelte Gebäude in Japan während des Nachkriegsbooms der 1960er Jahre ersichtlich – wobei nur wenige dieser Entwürfe tatsächlich umgesetzt wurden.

## Name

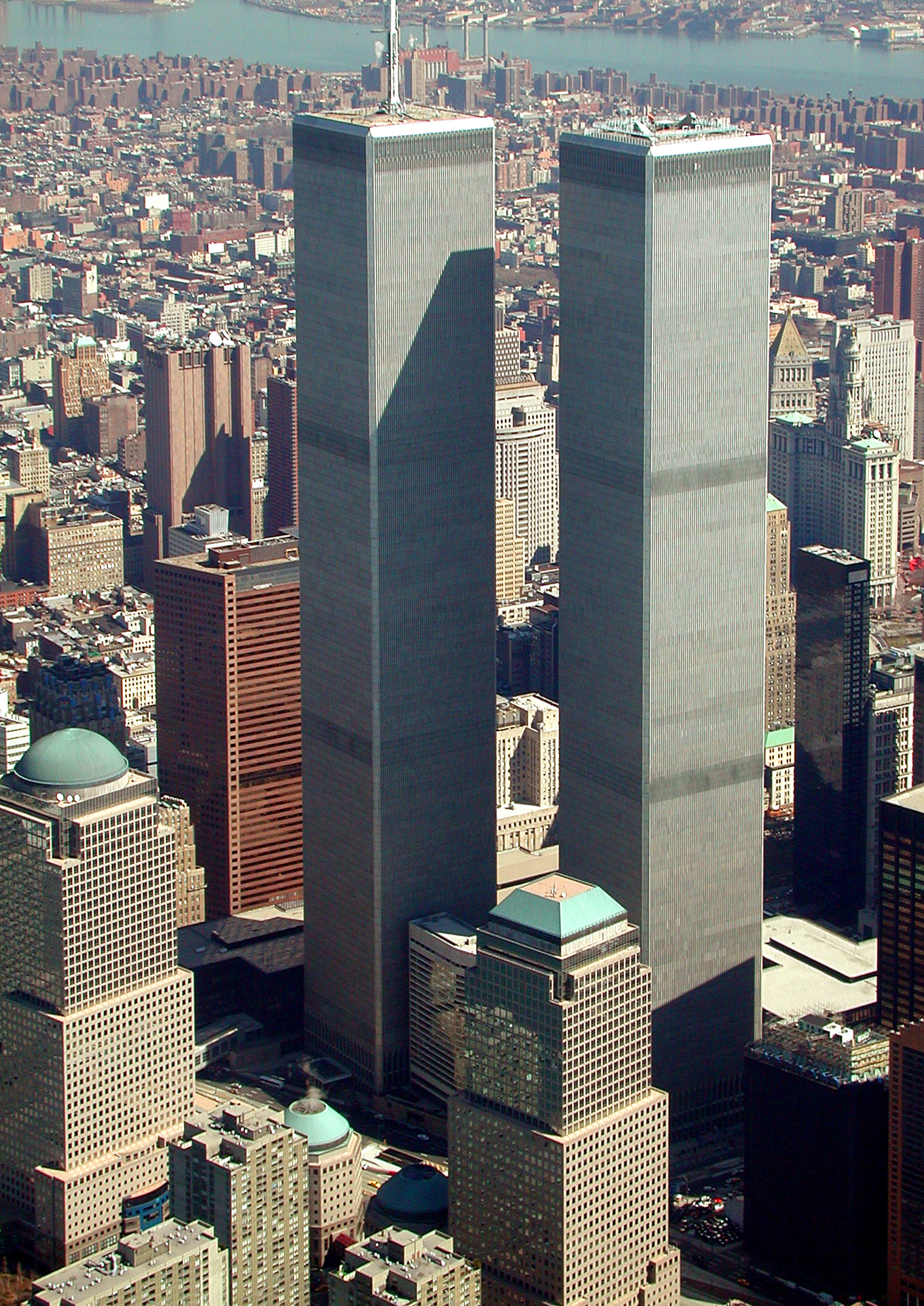
Die beiden Türme des World Trade Centers im März 2001 (zerstört am 11. September 2001)

Die High-Tech-Architektur hat ihren Namen aus dem Buch „High Tech: The Industrial Style and Source Book for The Home“ der Design-Journalisten Joan Kron und Suzanne Slesin, das im Clarkson N. Potter Verlag (New York) im November 1978 veröffentlicht wurde. Das Buch, das mit hunderten Fotos illustriert wurde, zeigt wie Designer, Architekten und Bauherren klassische Industrieobjekte verwandten – Bibliotheksregale, Glasgeräte, Metalldeckplatten, Restaurantausrüstung, Fabrikleuchten und Signallichter von Landebahnen, Industrieteppichböden etc. Sie wurden aus Industriekatalogen für die Wohnungen ausgewählt. Das Vorwort des Buches stammt vom Architekten Emilio Ambasz – einst Kurator der Designabteilung des Museum of Modern Art. Ambasz ordnet dabei den Trend in den historischen Kontext ein.
Aufgrund der Bekanntheit und Beliebtheit des Buches, wurde dieser Ausstattungsstil als „High-Tech“ bekannt und forcierte den Einsatz des immer noch unklaren Begriffs „High-Tech“ in der Alltagssprache. 1979 tauchte der Begriff High-Tech erstmals in einem Cartoon des New Yorker auf, als eine Frau ihren Ehemann ausschimpft, da er nicht ausreichend High-Tech ist: „You're middle-, middle-, middle-tech.“ Nachdem das Esquire das Buch von Kron und Slesin in sechs Fortbildungsfolgen zusammenfasste, begannen Einzelhändler überall in den Vereinigten Staaten High-Tech-Dekor in ihre Fenster- und Möbelabteilungen aufzunehmen. Das Buch wurde in England, Frankreich und Japan nachgedruckt und wie in der Originalausgabe enthielt jede Ausgabe ein Verzeichnis mit örtlichen Bezugsquellen für die abgebildeten Gegenstände.

## Ziele
High-Tech-Architektur war in mancher Hinsicht eine Antwort auf die wachsende Ernüchterung bezüglich Moderner Architektur. Der Wunsch nach kostengünstigen Immobilien führte bei Gebäuden Moderner Architektur immer öfter zu minderwertigen Ausführungen, Qualitätsverlust und einem weniger ästhetischen Erscheinungsbild. Die High-Tech-Architektur erschuf eine neue Ästhetik, die im Kontrast zur durchschnittlichen Modernen Architektur stand. Wenn im Buch High Tech: The Industrial Style and Source Book for The Home die High-Tech Ästhetik erörtert wird, unterstreichen die Autoren, dass Bauelemente eingesetzt werden, die die eigenen Eltern wohl unmöglich finden würden. Diese pointierte Bemerkung veranschaulicht die dahinterliegende rebellische Haltung.

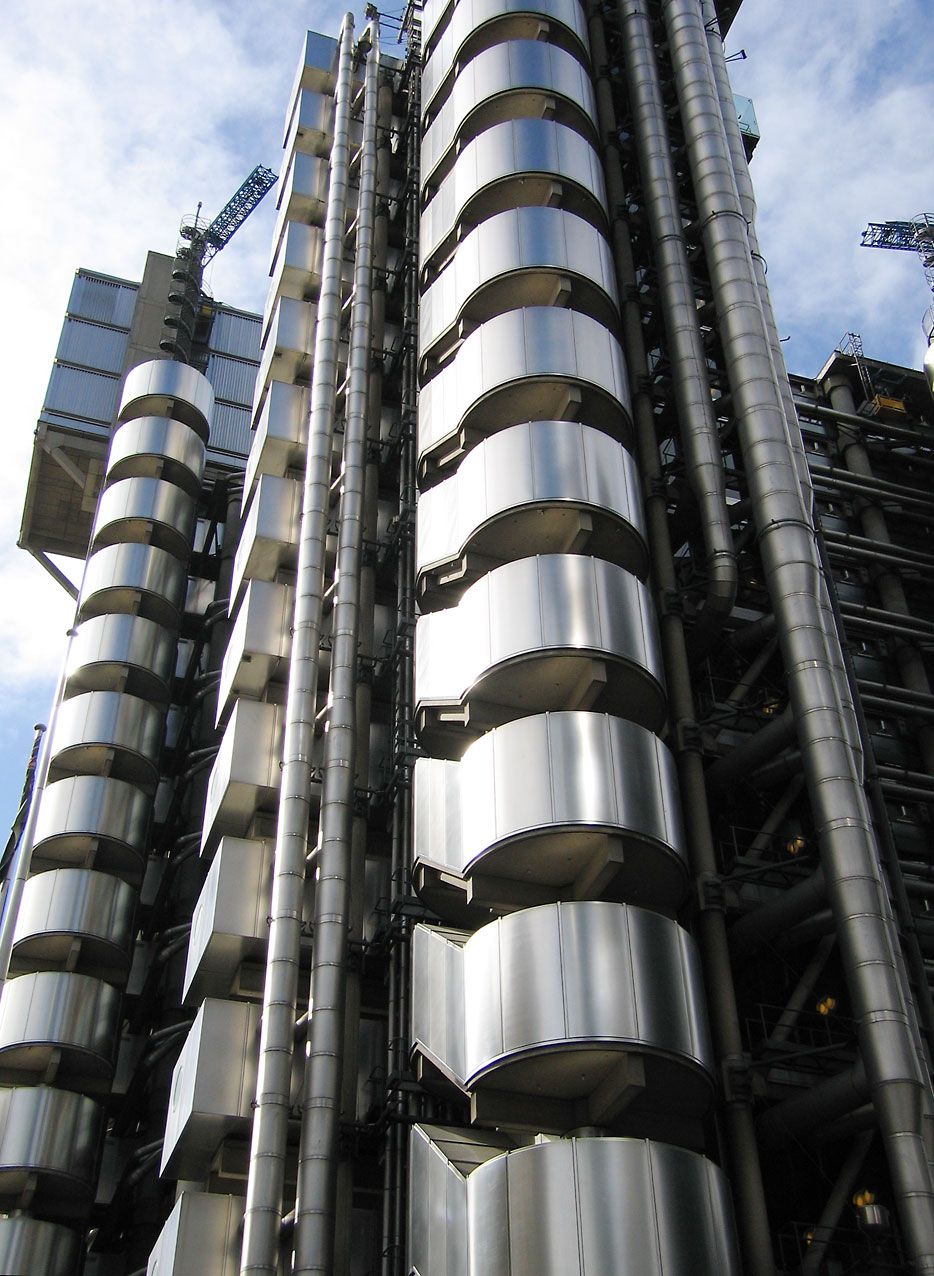
Lloyd’s Building (London)

Kron und Slesin erklären weiter, dass der Begriff „High-Tech“ in Architekturzirkeln verwendet wird, um eine Bezeichnung für die zunehmende Anzahl an Wohngebäuden und öffentlichen Gebäuden zu haben, die praxisbezogen entworfen wurden – mit offenliegenden Rohren und einem technologischen Aussehen („nuts-and-bolts, exposed-pipes, technological look“). Das Centre Pompidou ist hierfür ein gutes Beispiel, denn es hebt eine der zentralen Absichten der High-Tech-Architektur hervor: Hier wird mit den technischen Elementen des Gebäudes geprahlt, indem sie offenlegt werden. Damit erzeugen die technischen Aspekte die Ästhetik des Gebäudes.
Die High-Tech-Architektur zielt darauf ab, allem einen industriellen Anschein zu verleihen. So entstand bei der Innenausstattung der Trend, industrielle Gegenstände im Wohnbereich zu verwenden, wie etwa Bechergläser als Blumenvasen. Dieser Trend zur industriellen Ästhetik wurde durch die Umwandlung von Industrieflächen in Wohnraum gefördert.
Egal wie dominant der industrielle Look bei Gebäuden in Erscheinung tritt, am Prinzip der Funktionalität (einem Erbe der Modernen Architektur) wurde im Wesentlichen immer festgehalten. Die Bestandteile dienen eigentlich immer einem Zweck. Zugleich soll aber die Art der Nutzung des Gebäudes nicht festgelegt sein: Ein Gebäude soll alle technische Leistungen bereitstellen, die für eine vielfältige, offene Nutzung notwendig sind („technical services are provided but do not become set“).

## Abgrenzung zu anderen Architekturstilen
Die High-Tech-Architektur brachte die Moderne Architektur auf den neuesten Stand: Sie erweiterte die früheren Ideen Moderner Architektur um noch höher entwickelte technologische Errungenschaften. Dieser Architekturstil dient daher auch als Brücke zwischen Moderner Architektur und Postmoderner Architektur – jedoch gibt es auch Grauzonen, in denen die eine Kategorie endet und die andere beginnt. In den 1980er Jahren wurde es zunehmend schwieriger zwischen High-Tech-Architektur und Postmoderner Architektur zu unterscheiden, da damals viele der Leitmotive und Ideen der High-Tech-Architektur in die Formensprache postmoderner Architekturschulen integriert wurden.

## Kritik an der High-Tech-Architektur

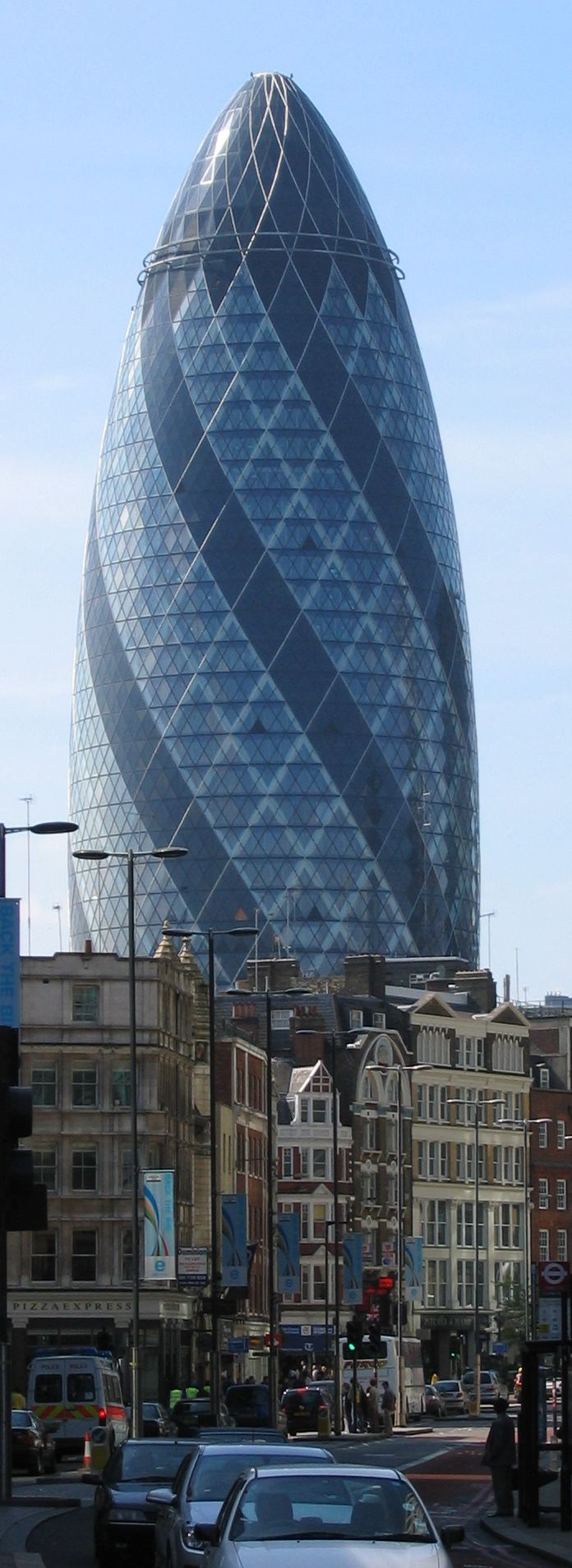
30 St. Mary Axe, London (2003)

Frühe High-Tech-Gebäude der 1970er Jahre werden vom Historiker Reyner Banham als „service sheds“ („Wartungsschuppen“) bezeichnet, da sie neben der Struktur des Baukörpers auch die Anlagen, Leitungen und Rohre der Haustechnik offenlegen.

## Berühmte Vertreter
Wichtige Vertreter dieses Stils sind unter anderem britische Architekten wie Norman Foster (* 1935), Richard Rogers (1933–2021) oder Michael Hopkins (1935–2023), der US-amerikanische Architekt Buckminster Fuller (1895–1983), der italienische Architekt Renzo Piano (* 1937), der japanische Architekt Toyo Ito (* 1941), der französische Architekt Jean Nouvel (* 1945), der niederländische Architekt Rem Koolhaas (* 1944) und der spanische Architekt Santiago Calatrava (* 1951), der für seine funktionalen, organisch-futuristischen Entwürfe bekannt ist.

## Beispiele
Frühe Beispiele der High-Tech-Architektur sind z. B. das John Hancock Center (Chicago) von Fazlur Khan (1969), das World Trade Center (New York City) von Minoru Yamasaki (1971) (zerstört am 11. September 2001) oder das Centre Georges Pompidou (Paris) von Renzo Piano und Richard Rogers (1977). In den 1990er Jahren entstand u. a. das debis-Haus am Potsdamer Platz in Berlin. Im neuen Jahrtausend stechen besonders Hochhäuser wie 30 St. Mary Axe (London) von Norman Foster (2003), Torre Agbar (Barcelona) von Jean Nouvel (2005), der Hearst Tower (New York City) von Norman Foster (2004) oder Senedd (Cardiff Bay) von Richard Rogers (2006) hervor.